# Sumter County (Georgia)
Das Sumter County ist ein County im Bundesstaat Georgia der Vereinigten Staaten. Der Verwaltungssitz (County Seat) ist Americus.

## Geographie
Das County liegt im mittleren Südwesten von Georgia, ist im Westen etwa 80 km von der Grenze zu Alabama und hat eine Fläche von 1276 Quadratkilometern, wovon 19 Quadratkilometer Wasseroberfläche sind und grenzt im Uhrzeigersinn an folgende Countys: Macon County, Dooly County, Crisp County, Lee County, Terrell County, Webster County, Marion County und Schley County.

## Geschichte
Sumter County wurde am 16. Dezember 1831 aus Teilen des Lee County gebildet. Benannt wurde es nach General Thomas Sumter aus North Carolina, einem Offizier im französischen Indianerkrieg und im amerikanischen Revolutionskrieg.

## Demografische Daten

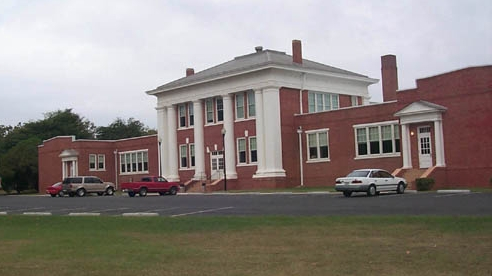
Jimmy Carter National Historic Site, Besucherzentrum, gelistet im NRHP

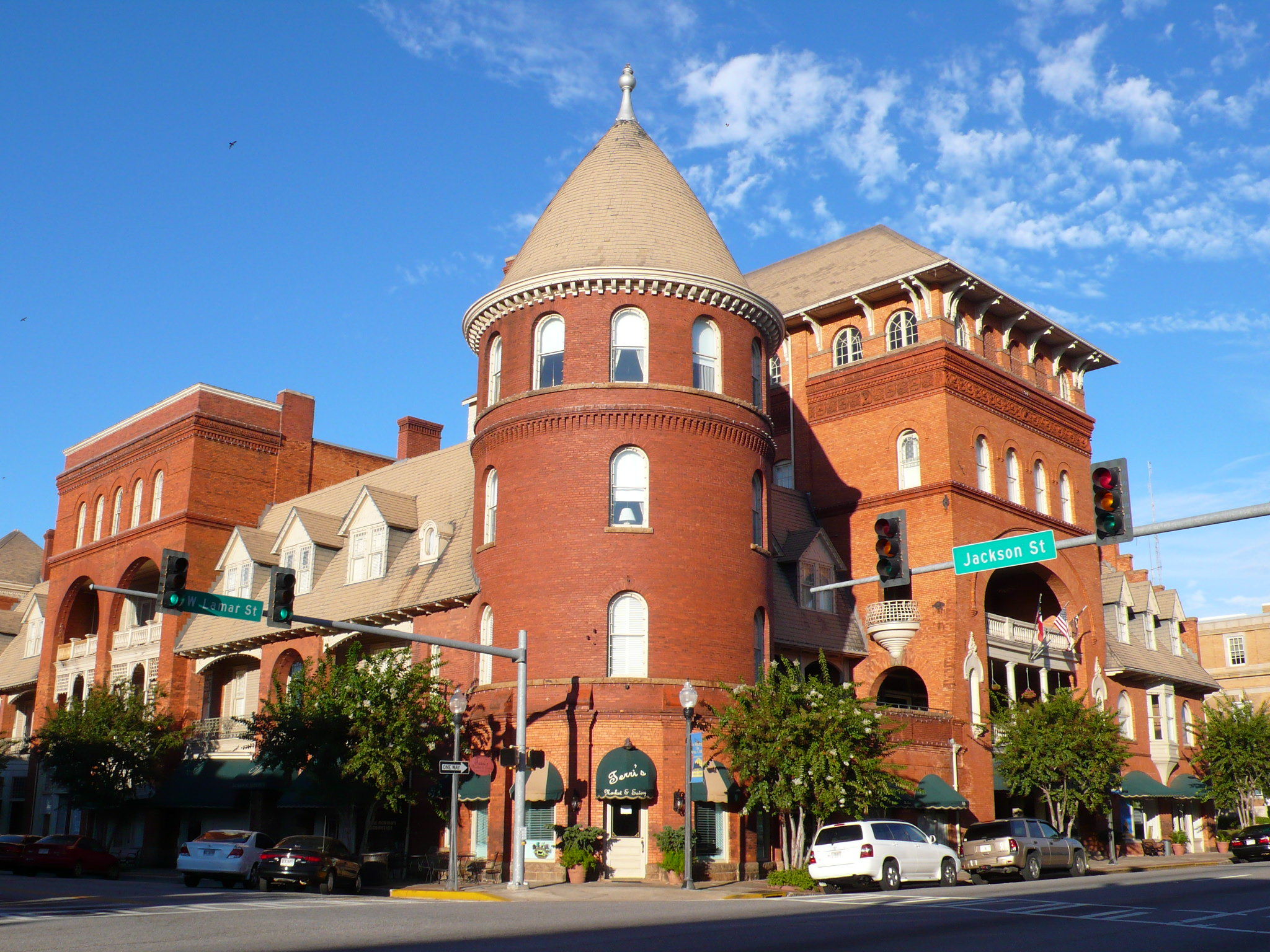
Windsor Hotel Americus, gelistet im NRHP

Laut der Volkszählung von 2010 verteilten sich die damaligen 32.819 Einwohner auf 12.123 bewohnte Haushalte, was einen Schnitt von 2,55 Personen pro Haushalt ergibt. Insgesamt bestehen 13.909 Haushalte.
67,3 % der Haushalte waren Familienhaushalte (bestehend aus verheirateten Paaren mit oder ohne Nachkommen bzw. einem Elternteil mit Nachkomme) mit einer durchschnittlichen Größe von 3,11 Personen. In 35,0 % aller Haushalte lebten Kinder unter 18 Jahren sowie in 24,6 % aller Haushalte Personen mit mindestens 65 Jahren.
29,5 % der Bevölkerung waren jünger als 20 Jahre, 27,5 % waren 20 bis 39 Jahre alt, 24,8 % waren 40 bis 59 Jahre alt und 18,2 % waren mindestens 60 Jahre alt. Das mittlere Alter betrug 34 Jahre. 47,6 % der Bevölkerung waren männlich und 52,4 % weiblich.
42,2 % der Bevölkerung bezeichneten sich als Weiße, 51,8 % als Afroamerikaner, 0,3 % als Indianer und 1,3 % als Asian Americans. 3,3 % gaben die Angehörigkeit zu einer anderen Ethnie und 1,2 % zu mehreren Ethnien an. 5,2 % der Bevölkerung bestand aus Hispanics oder Latinos.
Das durchschnittliche Jahreseinkommen pro Haushalt lag bei 33.534 USD, dabei lebten 33,6 % der Bevölkerung unter der Armutsgrenze.

## Orte im Sumter County
Orte im Sumter County mit Einwohnerzahlen der Volkszählung von 2010:
Cities:
- Americus (County Seat) – 17.041 Einwohner
- Andersonville – 255 Einwohner
- De Soto – 195 Einwohner
- Leslie – 409 Einwohner
- Plains – 776 Einwohner